# Taufkirchen (Erding járás)
Taufkirchen település Németországban, azon belül Bajorországban. Lakosainak száma 10 826 fő (2023. december 31.). Taufkirchen Dorfen, Lengdorf, Velden (Vils), Bockhorn, Inning am Holz, Steinkirchen, Hohenpolding és Neufraunhofen községekkel határos.

## Népesség
A település népessége az elmúlt időszakban az alábbi módon változott:
| Lakosok száma | 980  | 2735 | 7733 | 9163 | 9377 | 9566 | 10 061 | 10 107 | 10 550 | 10 826 |
|               | 1875 | 1950 | 1970 | 2011 | 2013 | 2014 | 2016   | 2019   | 2021   | 2023   |